# Bhante Sujato
Bhante Sujato, właśc. Anthony Best (ur. 4 listopada 1966 w Perth) – australijski duchowny buddyjski, dawniej muzyk rockowy.
Wychowywał się w liberalnej, katolickiej rodzinie i uczęszczał do szkoły Christian Brothers. Zainspirowany naukową wizją świata, a w szczególności teorią względności, odrzucił chrześcijaństwo, gdy był jeszcze nastolatkiem.

## Życie
Studiował literaturę i filozofię na Uniwersytecie Zachodnioaustralijskim, by po dwóch latach zrezygnować z dalszej nauki i zaczął grać rock n’ rolla. Razem z Peggy van Zalm założył Martha’s Vineyard, zespół grający indie rock, odnoszący sukcesy w późnych latach 80. Zespół jednak rozpadł się, zanim wykorzystał swój potencjał.

## Ordynacja
Po latach oscylowania wokół muzyki alternatywnej pozbył się iluzji odnośnie do kariery muzycznej i potrzebując gruntownej zmiany, udał się do Tajlandii. Mimo że wcześniej nie był związany z praktyką buddyjską, odnalazł dogodne miejsce w świątyni w Chieng Mai. Następnie rozpoczął poszukiwania, by umocnić i pogłębić zrozumienie buddyjskiej praktyki. Po roku przyjechał do Wat Pa Nanachat, the International Forest Monastery prowadzonym przez i dla anglojęzycznych mnichów, w tradycji Ajahn Chah. Zgodnie z życzeniem otrzymał święcenia nowicjusza, a w następnym roku (5 maja 1994) otrzymał pełne święcenia jako bhikkhu. Spędził trzy „vassa”, ucząc się pod okiem Ajahna Brahma w klasztorze Bodhinayana oraz kilka lat w odległych pustelniach i jaskiniach w Tajlandii i Malezji. Na początku 2003 roku Bhante Sujato po powrocie do Australii przybył do posiadłości znanej wtedy jako Citta Bhavana Hermitage. Podjęto wtedy decyzję, by świątynię rozwinąć w klasztor, w którym mogłyby się odbywać nowe święcenia. Zmieniono jego nazwę na Santi Forest Monastery. Spowodowało to, że klasztor zaczął rozwijać się gwałtownie i nastąpiły znaczne postępy. Wynikiem było pierwsze święcenie nowego samaneri (9 marca 2008 r.) oraz liczne upasampada (wyższa ordynacja) bhikkhów, a jednocześnie rozwój projektów budowlanych i innych projektów czasowo zaniechanych z powodu sytuacji finansowej.
Reguła mnisia zawsze zakładała istnienie mniszek buddyjskich. Bhante Sujato nieustannie starł się wspierać pomysł święceń bhikkhuni (mniszek), która to idea jest jedną z poważniejszych kontrowersji w łonie współczesnej theravady.
W trakcie swojej mniszej działalności przez pewien czas mieszkał na Tajwanie.

## Praktyka
Na rozwój duchowy Bhante Sujato ogromny wpływ miały trzy czynniki. Najważniejszym wpływem był styl życia według leśnej tradycji, której był w pełni oddany. Wymagało to ścisłego zastosowania się do kodeksu dyscypliny (Vinaya) buddyjskich mnichów i ciągłego przypominania, że człowiek musi poświęcić całe swe życie praktyce.
Drugim czynnikiem, który wywarł na niego wpływ, były wczesne nauki Buddy. Podczas gdy studiował kanoniczne pisma palijskie przez prawie dziesięć lat, coraz bardziej zaczął zdawać sobie sprawę z zadziwiającego i mało znanego podobieństwa kanonu Pali, do licznych fragmentów, jakie znajdywał w chińskich, sanskryckich i tybetańskich tekstach. Ta zgodność jest traktowana jako jedyna z najważniejszych historycznych wskazówek prowadząca do oryginalnego przekazu nauki Buddy. Bhante Sujato prowadzi badania nad komparatystyką tekstów różnych tradycji buddyjskich, które stara się przedstawiać buddyjskiej społeczności.
Trzeci czynnik, który wpłynął na Sujato, to jego dwaj nauczyciele medytacji. Od mało znanego, tajskiego mnicha Ajahna Maha Chatchaia nauczył się praktyki „miłującej dobroci”, która nieustannie kształtuje jego podejście do medytacji i nauczania. Od Ajahna Brahmavamso nauczył się, jak dokładnie rozumieć tę praktykę w całościowym kontekście ścieżki Buddy. W ciągu ostatnich lat Bhante Sujato nauczał Dharmy i medytacji wiele osób, zarówno społeczności lokalne Australii, jak i ludzi z zagranicy. Przemawiał także na kilku większych międzynarodowych buddyjskich konferencjach i spotkaniach.

## Osiągnięcia
Jego badania dotyczą najwcześniejszych pism buddyjskich. Dzięki analizie porównawczej i historycznej Sujato stara się naświetlić proces powstawania buddyjskiej ideologii i tożsamości. Najważniejsze książki to: „A Swift Pair of Messengers”, „A History of Mindfulness”, „Beginnings” oraz „Sects & Sectarianism”.
Specjalnym polem zainteresowania Sujato jest rola kobiet w buddyzmie, a w szczególności odnowa reguły bhikkhuni w obrębie tradycji theravady. Bhante Sujato stara się swymi tekstami wywrzeć wpływ na tę pilną sprawę dotyczącą współczesnego świata buddyzmu theravady. W związku z tym usiłuje ustanowić społeczność mniszek (bhikkhuni) w Santi Monastery.
Działa i przemawia bezkompromisowo na rzecz święceń bhikkhuni. Bezpośrednio wyraził swoje życzenie (zob. „Dark Master”), stwierdzając „Moim głównym celem jest praca z międzynarodową sangą, by ustanowić poczwórną społeczność na całym świecie. Myślę, że musimy zaakceptować fakt, iż na tym opiera się nasza przyszłość.”

## Poglądy
Określa siebie jako anarchistę ze szczególnym uwzględnieniem na pacyfistyczne usposobienie tej ideologii. Jest wegetarianinem.